# Carrer del Pont (Pont de Molins)
|  | Per a altres significats, vegeu «Carrer del Pont (Sallent)». |

El Carrer del Pont de Pont de Molins (Alt Empordà) és l'eix principal de la població. El carrer comença en el Pont Vell, via d'entrada al poble. Diverses cases del carrer estan protegides com a béns culturals d'interès local. El terme de l'antic municipi de Llers estava format pel nucli i per les masies disperses que aprofitaven els recursos hidràulics de la Muga i l'excel·lent via de comunicació que representava l'antic Camí de la Calçada o de França, possiblement hereu del traçat de la Via Augusta romana. Aquest camí, a més, establia la frontera física entre els comtats de Besalú i Empúries.
Al segle xviii el poble de Molins va créixer, creant un nou nucli a l'est, el poble nou i aixecant un gran pont que travessa la Muga, alçant tot un seguit de cases dels segles xviii i xix al llarg de la carretera. Tot plegat formaria el municipi de Pont de Molins tal com es coneix en l'actualitat.
A diferència d'altres poblacions de la comarca, Pont de Molins va experimentar una etapa de creixement entre el final del segle xix i el segle XX degut a la seva proximitat amb Figueres i les seves vies de comunicació.

## Casa al número 8

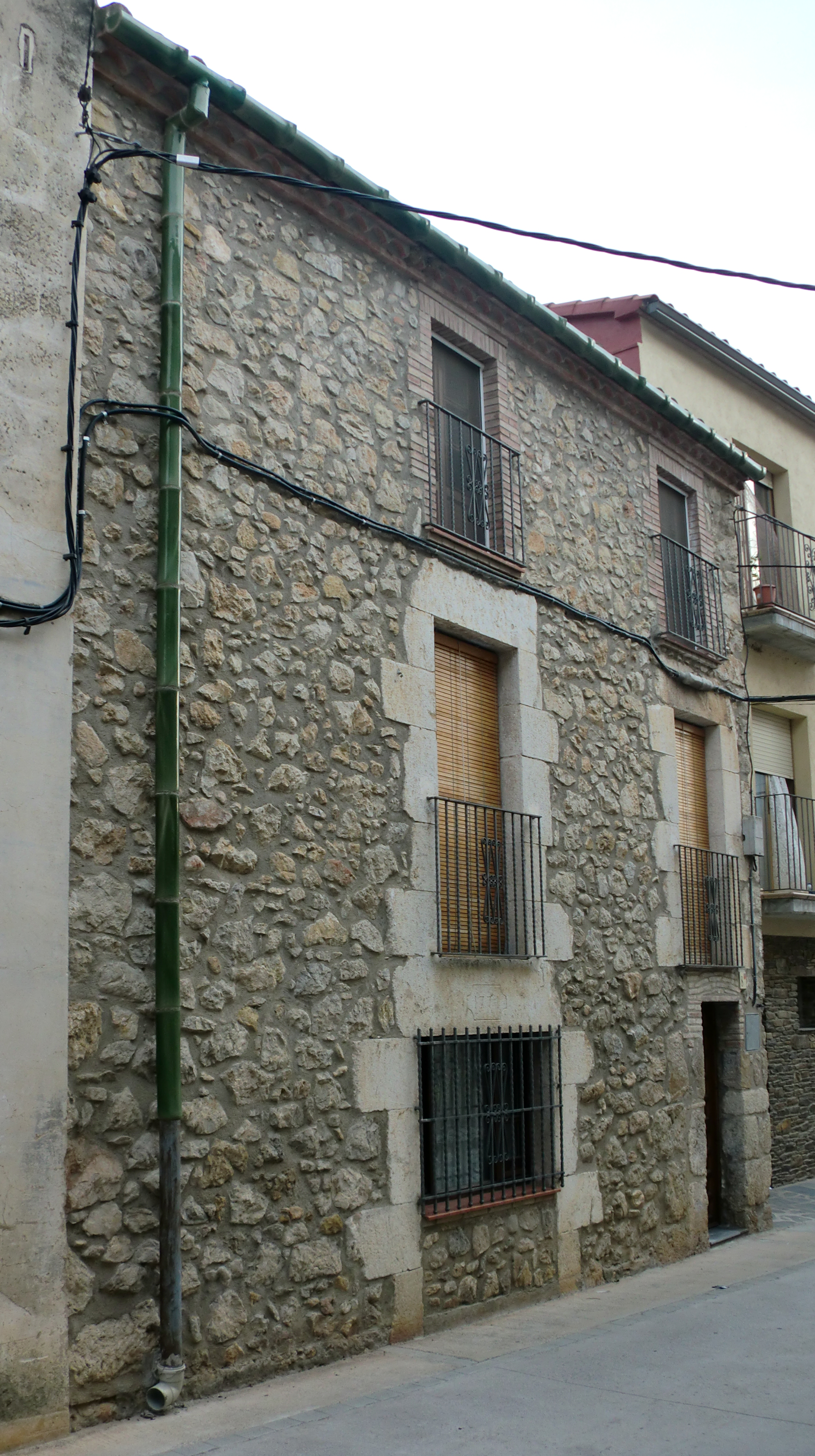
Casa al número 8.

És un edifici entre mitgeres de planta rectangular, amb la coberta de teula de dues vessants i distribuït en planta baixa i dos pisos. La façana principal presenta les obertures ordenades seguint dos eixos verticals. Totes són rectangulars. El portal d'accés presenta la part superior de maons i els brancals de carreus de pedra. Al seu costat hi ha un antic portal transformat en finestra, amb l'emmarcament fet de carreus de pedra i la llinda plana gravada amb la data 1771, testimoni de l'any de construcció. Al pis hi ha dues finestres balconeres amb el mateix tipus d'emmarcament, i al pis superior dues més bastides amb maons. La façana està coronada per una canalera de teula verda vidrada. La construcció presenta un aparell de pedra irregular, amb grans carreus ben escairats a les cantonades.

## Casa al número 10

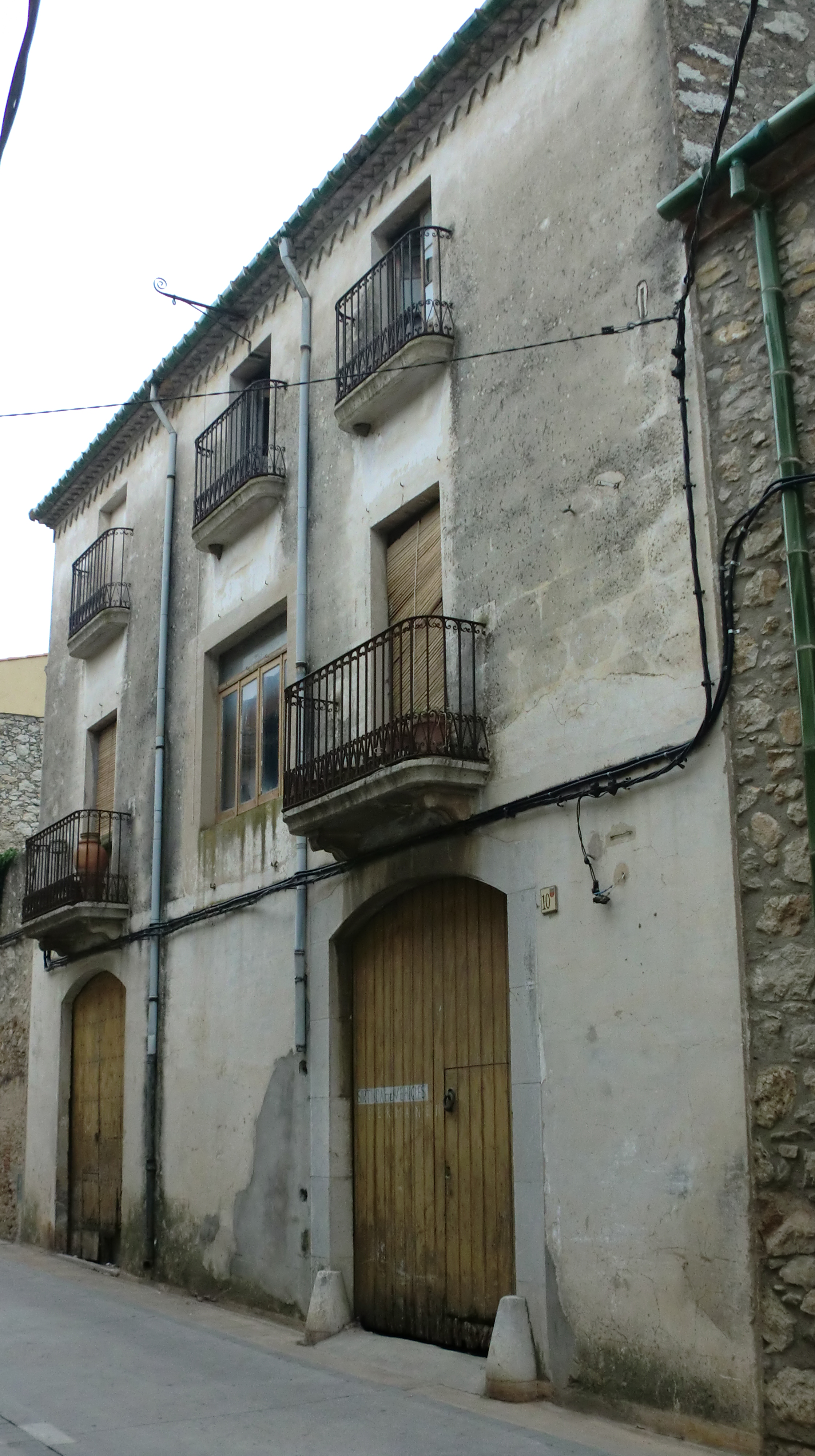
Casa al número 10.

És un edifici entre mitgeres de planta rectangular, amb la coberta de teula de dues vessants i distribuït en planta baixa i dos pisos. Totes les obertures són rectangulars. A la planta baixa hi ha dos portals d'accés d'arc rebaixat, un amb l'emmarcament arrebossat i l'altre adovellat, amb la clau gravada amb la data 1888. Al primer pis, damunt dels portals, hi ha dos balcons exempts amb les llosanes motllurades sostingudes per mènsules, i els finestrals de sortida arrebossats. A l'eix central hi ha una gran finestra rectangular reformada. A la segona planta, els finestrals de sortida són idèntics i els balcons més petits, tot i que sense mènsules. La façana està rematada per una motllura decorativa enllaçada amb un ràfec de dents de serra. La construcció presenta els paraments arrebossats i amb restes de pintura.Presenta una llinda amb la data 1888, testimoni de l'any de construcció.

## Casa al número 20

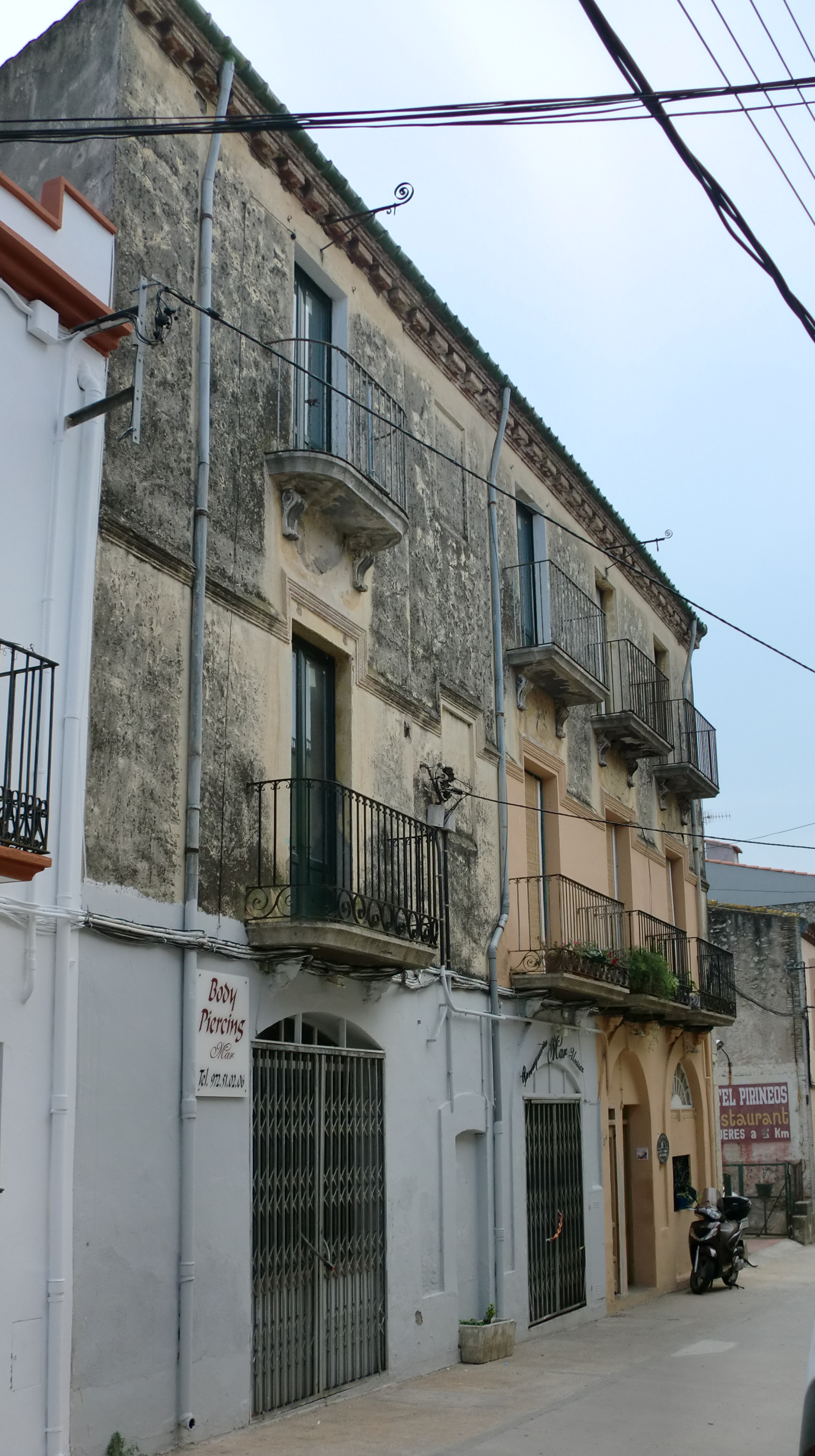
Casa al número 20.

La casa del número 20, antic número 16 o Restaurant La Volta d'en Carles, és un edifici de la segona meitat del segle xix, cantoner de planta rectangular, amb la coberta de teula de dues vessants i distribuït en planta baixa i dos pisos. La façana principal presenta a la planta baixa dos portals d'accés d'arc de mig punt i dos més d'arc rebaixat, tots amb els emmarcaments arrebossats i emblanquinats. Els de mig punt han estat transformats en funció dels diferents usos que ha patit l'edifici. Les obertures dels pisos superiors són totes rectangulars i amb els emmarcaments arrebossats. Una motllura decorativa ressegueix la part superior dels finestrals de la primera planta. Tots tenen sortida a balcons exempts amb les llosanes motllurades, sostingudes per mènsules decorades. Les del pis superior són motllurades mentre que les de la primera planta, emblanquinades, presenten testes femenines. La façana està rematada per un ràfec profusament decorat. De la façana posterior destaca la galeria superior, força transformada, oberta per cinc obertures de mig punt delimitades per balustrades. La construcció presenta els paraments arrebossats i amb restes de pintura.

## Can Masnou

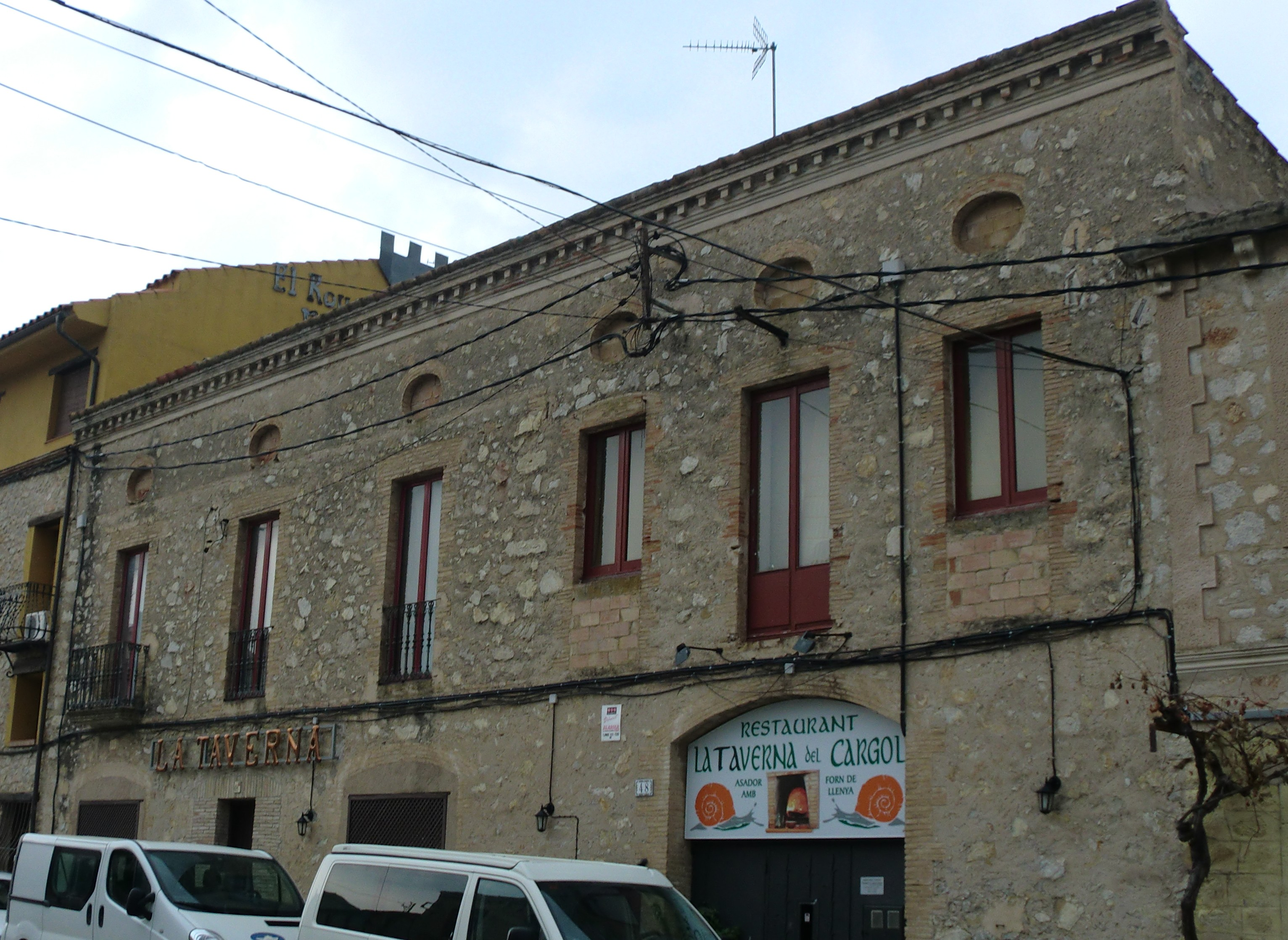
Can Masnou.

Can Masnou és un antic magatzem de grans que es troba al número 48, a l'extrem del tram històric del carrer del Pont. És un edifici entre mitgeres i de planta rectangular. La façana és de pedruscall sense arrebossar i amb una gran porta d'accés d'arc escarser a la planta baixa. Al primer pis, les obertures, balcons i finestres, són rectangulars, i sobre d'aquestes hi ha òculs de ventilació.